# Empire State of Mind
Empire State of Mind (произнася се най-близко до Емпайър Стейт Ъф Майнд) е песен на американския рапър и хип-хоп изпълнител Джей Зи, в която взима участие певицата Алиша Кийс.
Излиза като трети сингъл от албума The Blueprint 3 (2009), който е записан със звукозаписната компания „Рок Нейшън“. Песента наподобява ода за родния на двамата изпълнители град Ню Йорк. В нея е включен семпъл от Love on a Two-Way Street (1970) от „Моумънтс“. Парчето е написано първоначално от бруклинчаните Анджела Хънт и Джанет (Джейней) Сюъл-Юлепик, които изпитват носталгия по дома по време на пътуване в чужбина през февруари 2009 година. След един месец те изпращат песента на „Рок Нейшън“ за разглеждане, но тя получава отрицателни отзиви. Дуетът отначало е обезкуражен и изпраща песента на Джей Зи по предложение на служител на И-Ем-Ай.
След като чува песента, Джей Зи променя стиховете и веднага я записва, запазвайки най-запомнящата се част. Отначало се очаква в песента да участва Хънт, но по предложение на Хънт и Сюъл-Юлепик, тя е заменена от Кийс. Мери Джей Блайдж също е обсъждана като вариант, но в крайна сметка частта е получена от Кийс след като Джей Зи чува повтарящия се пиано сегмент. Мнозина намират песента за „оркестрова рап балада“ и са на мнение, че тя съчетава стиловете на поп и рап музиката. Част от темите, засегнати в песента, са наркотиците, някои от характерните места за Ню Йорк, както и някои от известните жители на Ню Йорк.
Empire State of Mind получава добри отзиви от много музикални критици. Вокалното изпълнение на Кийс, както и текстът на песента, получават похвали от критиката. Включена е в много критически списъци на 10-те най-добри песни за 2009 година, включително в сп. „Ролинг Стоун“ и „Ню Йорк Таймс“. Парчето има търговски успех в световен мащаб. Нарежда се сред 10-те най-добри песни в класации, изготвени във Великобритания, Канада, Австралия, Франция, Италия и Швеция. Особен успех има в САЩ, където се задържа на първо място в „Хот 100“ на сп. „Билборд“ в продължение на пет поредни седмици. По този начин Джей Зи за първи път получава песен с негово главно участие на първа позиция.
Клипът към песента е предимно черно-бял. В него се съдържат кадри от различни места в Ню Йорк, от които пеят Джей Зи и Кийс. Empire State of Mind е изпълнявана на живо от Джей Зи и Кийс много пъти, включително на Музикалните награди на Ем-Ти-Ви (2009) и на Американските музикални награди (2009). Кийс записва продължение на песента, озаглавено Empire State of Mind (Part II) Broken Down, което е включено в албума ѝ The Elements of Freedom (2009). То е посрещнато добре от критиката, макар че изпитва по-малък успех в сравнение с предшественика си.
|  | Тази страница частично или изцяло представлява превод на страницата Empire State of Mind в Уикипедия на английски. Оригиналният текст, както и този превод, са защитени от Лиценза „Криейтив Комънс – Признание – Споделяне на споделеното“, а за съдържание, създадено преди юни 2009 година – от Лиценза за свободна документация на ГНУ. Прегледайте историята на редакциите на оригиналната страница, както и на преводната страница, за да видите списъка на съавторите. ВАЖНО: Този шаблон се отнася единствено до авторските права върху съдържанието на статията. Добавянето му не отменя изискването да се посочват конкретни източници на твърденията, които да бъдат благонадеждни. |